# Elvia Milena Sanjuán
Elvia Milena Sanjuán Dávila (San Diego, 25 de abril de 1982) es una abogada y política colombiana, que se desempeña actualmente como Gobernadora del Departamento de Cesar.

## Biografía
Nació en San Diego, al norte del Departamento de Cesar, en 1982, hija de los comerciantes Jorge Eliecer Sanjuán Guerra y Yolanda Esther Dávila García. Realizó su educación primaria en San Diego y la educación secundaria en Valledupar. Posteriormente, estudió Derecho en la Universidad Libre de Colombia seccional Barranquilla, de donde también especialista en contratación estatal.
Trabajó en la Unidad de Asuntos de Gobierno de San Diego, la Dirección Nacional de Derechos Humanos del Ministerio del Interior y en entidades gubernamentales de los departamentos de Cesar, Magdalena y La Guajira.
En las elecciones regionales de 2011 se presentó como candidata a la Alcaldía de San Diego por el Partido de la U, pero quedó en la tercera casilla. Repitió su aspiración en las elecciones de 2015, donde esta vez sí resultó elegida a la Alcaldía para el período 2016-2019, con el aval del Partido Cambio Radical.
En 2020 la Fiscalía General le abrió un proceso judicial por la compra irregular de un terreno durante su Alcaldía, así como por, presuntamente, presionar la renuncia de un candidato al concejo en las elecciones de 2019.
Tras dejar la Alcaldía, trabajó como asesora de asuntos interinstitucionales de la Gobernación de Cesar, así como secretaria encargada de Cultura y Turismo y secretaria general de la Gobernación. En 2022 renunció a su puesto en la Gobernación de Cesar para lanzar su candidatura a Gobernadora, con el aval del Partido de la U, el Partido Cambio Radical, el Partido Liberal y el Partido Conservador. Para esta, contó con el apoyo del cuestionado Clan Gnecco, liderado por Cielo Gnecco, quienes han gobernado durante gran tiempo el departamento.
En las elecciones regionales de 2023 resultó elegida Gobernadora de Cesar con 231.219 votos, equivalentes al 44,1% del total, convirtiéndose en la primera mujer en llegar al puesto por votación popular.